# ピアノ協奏曲第1番 (メトネル)
ピアノ協奏曲第1番 ハ短調 Op.33は、ニコライ・メトネルが作曲したピアノ協奏曲。1914年に作曲に取り掛かり、1918年5月12日にクーセヴィッキーの指揮、作曲者の独奏により初演された。

## 演奏時間
約34分

## 楽曲構成
ソナタ形式の単一楽章制であり、いくつかの部分に分けることが可能である。
提示部 アレグロ
展開部 主題と変奏
再現部
コーダ
各部分の規模、充実度から4楽章制の交響曲にも匹敵する内容を備える。展開が変奏で行われるという特異な形式を有し、これが従来型のソナタ形式の中にあって新機軸となっている。